# Языки мунда

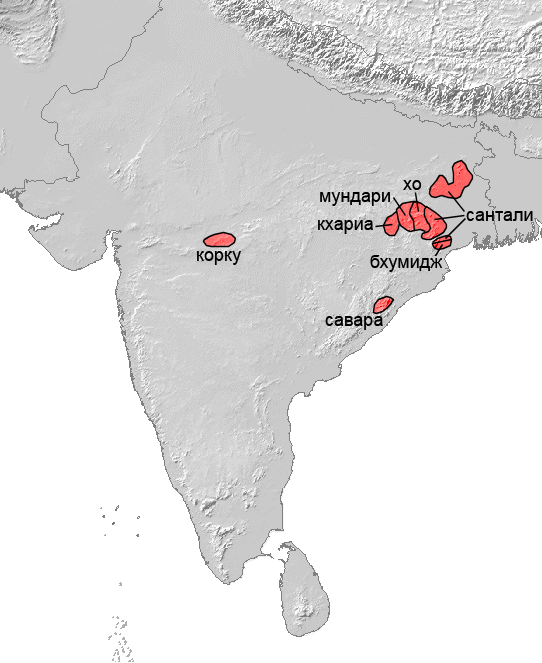
Распространение основных языков мунда

Му́нда — ветвь языков австроазиатской семьи, на которых говорят около 9 млн человек в Восточной Индии и Бангладеш. Происхождение языков мунда неизвестно, хотя считается, что они являются автохтонными языками восточной Индии. Наиболее распространёнными языками мунда являются мундари и сантали.
Языки мунда повлияли на другие языки Индии, такие, как санскрит и дравидийские языки, и в свою очередь подверглись их влиянию.
Как правило, языкам мунда свойственны следующие особенности: три грамматических числа (единственное, двойственное и множественное), два именных класса (одушевлённые и неодушевлённые); местоимение «мы» разделяется на инклюзивную («мы с тобой») и эксклюзивную («мы без тебя») формы. Время глаголов передаётся либо суффиксами, либо вспомогательными словами. Скопления согласных нехарактерны для языков мунда, за исключением середины слова.
По мнению И. М. Дьяконова, языки мунда находятся в отдалённом родстве с шумерским языком.

## Состав
- Северные мунда
  - корку: штаты Махараштра и Мадхья-Прадеш, около 200 000 человек.
  - кхервари: индийские штаты Бихар и Орисса: сантали, свыше 4 млн человек, мундари, около 750 000 человек, хо 400 000 человек, и около десятка более мелких языков: корва, асури и др.
- Центральные мунда: кхариа (Мадхья Прадеш, около 200 000 человек), и джуанг (Орисса, около 17 000 человек).
- Южные мунда (савара или сора)
  - Северный Корапут: савара (сора) / джурай и горум (Западная Бенгалия: свыше 200 000 человек);
  - Южный Корапут: гутоб, около 47 000 человек, ремо или бонда и гата, по 2500 человек.